# Епархия Каолака
Епархия Каолака (лат. Dioecesis Kaolackensis) — епархия Римско-Католической церкви c центром в городе Каолак, Сенегал. Епархия Каолака распространяет свою юрисдикцию на территорию областей Каолак и Кафрин. Епархия Каолака входит в митрополию Дакара. Кафедральным собором епархии Каолака является церковь святого Теофила.

## История
21 января 1957 года Римский папа Пий XII издал буллу Firmissima libertatis, которой учредил апостольскую префектуру Каолака, выделив её из архиепархии Дакара и епархии Зигиншора.
6 июля 1965 года Римский папа Павел VI издал буллу Christi Vicarii, которой возвёл апостольскую префектуру Каолака в ранг епархии.
13 августа 1970 года епархия Каолака передала часть своей территории в пользу возведения новой апостольской префектуры Тамбакунды (сегодня — Епархия Тамбакунды).

## Ординарии епархии
- епископ Théophile Albert Cadoux M.S.C.[1] (29.03.1957 — 1.07.1974);
- епископ Теодор Адриен Сарр (1.07.1974 — 2.06.2000) — назначен архиепископом Дакара;
- епископ Бенжамин Ндиайе (15.06.2001 — 20.12.2014) — назначен архиепископом Дакара;
  - Sede vacante (2014—2018);
- епископ Martin Boucar Tine, S.S.S. (25.07.2018 — по настоящее время).

## Источник
- Annuario Pontificio, Libreria Editrice Vaticana, Città del Vaticano, 2003, ISBN 88-209-7422-3
- Булла Firmissima libertatis, AAS 49 (1957), стр. 706  (лат.)
- Булла Christi Vicarii  (лат.)